# Georg Hofmann
Georg Hofmann (n. 1 noiembrie 1885, Friesen, Regatul Bavariei — d. 9 august 1956, Roma) a fost un preot iezuit german, specialist în bizantinologie.

## Biografie
Georg Hoffmann a studiat teologia la Universitatea Pontificală Gregoriană din Roma și a fost hirotonit preot pe 28 octombrie 1912. La 29 septembrie 1918 s-a alăturat Societății lui Isus. După ce a obținut doctoratul la München în 1922, a predat la Institutul Pontifical Oriental din Roma. 
Studiile sale au fost legate în principal de relațiile dintre Vatican și Patriarhia Ecumenică de Constantinopol după 1453, fapt care l-a consacrat în literatura de specialitate.

## Lucrări
- Patriarch Kyrillos Lukaris und die römische Kirche, Pontificium Institutum Orientalium, Roma, 1929.